# Claudio De Vincenti
Claudio De Vincenti (Roma, 28 ottobre 1948) è un politico ed economista italiano, dal 12 dicembre 2016 al 1º giugno 2018 ministro per la Coesione Territoriale e il Mezzogiorno del Governo Gentiloni.

## Biografia
Claudio De Vincenti è nato a Roma il 28 ottobre 1948.
È professore di economia politica presso la facoltà di economia dell'Università degli Studi di Roma "La Sapienza" e collaboratore de Lavoce.info.
È stato Coordinatore del NARS (Nucleo di consulenza del CIPE per la regolazione dei servizi di pubblica utilità) presso il Ministero del tesoro, del bilancio e della programmazione economica dal 1997 al 2001 e membro del Consiglio degli esperti economici della Presidenza del Consiglio dei Ministri dal 1998 al 2001.
A marzo 2021 diventa presidente di Aeroporti di Roma.

### Politica
In seguito alla nascita del governo tecnico Monti, il 29 novembre 2011 viene nominato dal Consiglio dei Ministri sottosegretario di Stato al Ministero dello Sviluppo Economico. Il 2 maggio 2013 viene confermato in quel ruolo nel successivo governo Letta fino alla fine dell'esecutivo.
In seguito alla caduta del governo Letta, per volere del neo-segretario del PD Matteo Renzi per diventare Presidente del Consiglio, e alla nascita del suo governo, il 28 febbraio 2014 viene nominato dal Consiglio dei Ministri viceministro allo sviluppo economico, affiancando il ministro Federica Guidi.
Negli anni al MISE, sia in qualità di sottosegretario che di viceministro, si è occupato di politica industriale e di energia, affrontando trattative lunghe e difficili, per trovare a tutte le parti coinvolte soluzioni di risanamento di aziende in crisi e di tutela dei posti di lavoro a rischio.
In seguito alla nomina di Graziano Delrio a ministro delle infrastrutture e dei trasporti per sostituire Maurizio Lupi, il 10 aprile 2015 viene nominato dal Consiglio dei ministri a prendere il posto vacante di Delrio come sottosegretario di Stato alla Presidenza del Consiglio dei ministri, con funzioni di segretario del Consiglio dei Ministri, oltre a conferirgli le deleghe alle politiche di coesione territoriale e allo sport, nel medesimo esecutivo Renzi.
A seguito delle dimissioni di Renzi da premier, per la bocciatura della riforma Renzi-Boschi al referendum costituzionale, il 12 dicembre 2016 viene nominato ministro della coesione territoriale e del mezzogiorno nel successivo governo presieduto da Paolo Gentiloni, giurando il giorno stesso nelle mani del Presidente della Repubblica Sergio Mattarella.
In vista delle elezioni politiche del 2018 viene inizialmente escluso dalle liste del Partito Democratico, tuttavia in un secondo momento viene candidato alla Camera dei deputati nel collegio uninominale Emilia-Romagna - 10 (Sassuolo) (collegio in cui era stato precedentemente indicato Gianni Cuperlo, salvo poi la rinuncia di quest'ultimo). Viene clamorosamente sconfitto, giungendo infatti terzo dietro al candidato della coalizione del centro-destra Benedetta Fiorini e al candidato del Movimento 5 Stelle Michele Dell'Orco; non viene pertanto eletto in Parlamento.

## Pubblicazioni
- Marx e Sraffa. Note su un dibattito di teoria economica, Napoli, De Donato, 1978.
- L'economia di tipo sovietico. Impresa, disequilibrio, ordini e prezzi, Roma, NIS, 1989.
- L'economia delle relazioni. Ricchezza e occupazione nell'età postindustriale, con Alessandro Montebugnoli, Roma, Laterza, 1997.
- Introduzione alla macroeconomia, Roma, NIS, 1997.
- La riforma della regolazione nei settori di competenza del CIPE e dei ministeri, Milano, Franco Angeli, 2002.
- Macroeconomia. Elementi di base, Roma, Carocci, 2003.
- Approfondimenti di macroeconomia, Roma, Carocci, 2003.
- La partita doppia del welfare: una base informativa originale per dibattere di tassazione e riforma dell'intervento pubblico : 14º Rapporto CER-SPI, con Corrado Pollastri, Roma, Ediesse, 2004.
- Temi di macroeconomia contemporanea. Nuovi classici vs nuovi keynesiani, con Enrico Marchetti, Roma, Carocci, 2005.
- Le virtù della concorrenza. Regolazione e mercato nei servizi di pubblica utilità, con Adriana Vigneri, Bologna, Il mulino, 2006.
- Idee per l'Italia. Mercato e stato, con Michele Grillo, Milano, F. Brioschi, 2010.
- Manuale di economia politica, con Enrico Saltari e Riccardo Tilli, Roma, Carocci, 2010.
- Fair, robust and sustainable. A recipe for Europes growth, Roma, Fondazione Italianieuropei, 2011.
- La sanità in Italia. Organizzazione, governo, regolazione, mercato, con Renato Finocchi Ghersi e Andrea Tardiola, Bologna, Il mulino, 2011.